# Onze-Lieve-Vrouw Onbevlekt Ontvangenkerk (Papendrecht)
De Onze-Lieve-Vrouw Onbevlekt Ontvangenkerk is een voormalige rooms-katholieke kerk aan de Veerdam 10 in de Nederlandse plaats Papendrecht. Het gebouw is tegenwoordig als de Eben Haëzerkerk in gebruik bij de Hersteld Hervormde Kerk.
De kerk werd in 1923 gebouwd voor de katholieke gemeenschap van Papendrecht. Architect H.P.J. de Vries ontwierp een zaalkerk in traditionalistische stijl. Op 15 augustus 1923 werd de kerk in gebruik genomen en het gebouw deed tot april 1965 dienst. Daarna betrok de parochie een nieuwe kerk aan de Seringenstraat. De oude Onze-Lieve-Vrouw Onbevlekt Ontvangenkerk werd in 1967 verkocht aan de gemeente, waarna het als koninkrijkszaal van Jehova's getuigen in gebruik werd genomen. In november 2008 werd het kerkgebouw gekocht door de Hersteld Hervormde Kerk.

## Bron
- Papendrecht.net - Hersteld Hervormde Gemeente koopt voormalige Roomse Kerk
- Vandervalk-kerknieuws.nl
- Reliwiki - Papendrecht, OLV Onbevlekt Ontvangen